# Samuel Gottlieb Wald
Pour les articles homonymes, voir Wald.
Samuel Gottlieb Wald (né le 17 octobre 1762 à Breslau et mort le 22 février 1828 à Königsberg) est un théologien luthérien prussien.

## Biographie
Samuel Gottlieb Wald est le fils d'un commerçant. Il reçoit sa première formation scientifique au lycée Sainte-Élisabeth de Breslau. Ses capacités intellectuelles et surtout son penchant pour la recherche historico-critique se développent très tôt. Doté de connaissances préalables approfondies, il commence sa carrière universitaire à l'Université de Halle en 1782. Georg Christian Knapp (de), Johann Salomo Semler et Johann August Nösselt (de) sont ici ses principaux professeurs dans le domaine de la connaissance théologique. Nösselt, avec qui il vit, lui ouvre sa bibliothèque en libre accès, l'accepte au séminaire de théologie et a un effet positif sur ses progrès scientifiques de plusieurs manières par ses conseils et son enseignement. Au cours de la première année de sa carrière universitaire, Wald enseigne l'hébreu aux premières années de l'orphelinat. À l'Université de Leipzig, où il a poursuivi ses études en 1783, il obtient le diplôme académique de maîtrise en philosophie en soutenant sa thèse Curarum in historiam textus vaticiniorum Danielis Specimen primum.
Dans les conférences exégétiques qu'il donne depuis lors, Wald, qui est formé par Semler et s'est très tôt libéré des chaînes de l'orthodoxie luthérienne (de) rigide, suit la voie de l'interprétation grammaticale et historique. Sur la recommandation de Johann Christoph Adelung, dont il se fait connaître grâce à son Uebersicht der allgemeinen Literatur- und Kunstgeschichte publié en 1786, il est nommé cette année-là à l'Université de Königsberg en tant que professeur de langue grecque. Il hésite à quitter les circonstances qu'il aime à Leipzig, où il est devenu l'un des premiers prédicateurs de l'église universitaire, membre du collège des femmes (de) et évaluateur des tribunaux universitaires. Il a également reçu une chaire extraordinaire de philosophie à Leipzig et, avec son discours inaugural en 1786, reprend le programme Controversio de bonorum operum necessitate, inter Musculum et Praetorium agitata. Cependant, aucun salaire n’est associé à ce poste d’enseignant. Il suit donc l'appel à Königsberg afin d'obtenir une position extérieure plus favorable. Ce n'est pas sans un vif désir d'y retourner bientôt qu'il quitte Leipzig.
Cependant, des circonstances familiales amicales le lient rapidement lié à sa nouvelle destination, notamment son mariage avec une fille du conseiller du consistoire et pasteur principal de l'église cathédrale, Johann Hartmann Christoph Gräf (de). Le domaine d'activité dans lequel Wald avait auparavant travaillé comme professeur universitaire s'est élargi lorsqu'il a obtenu le poste de premier inspecteur au Collège Fridericianum de Königsberg. Avec un zèle infatigable, il se consacre à cette nouvelle tâche, semée d'embûches. En plus de diriger les cours dans huit classes, Wald est également chargé de superviser une pension affiliée au Fridericianum. Il acquit l'influence la plus bénéfique sur l'éducation de ses élèves. En particulier, il est pour eux un modèle vivant par une activité agitée, un renoncement à lui-même et toutes les exigences de loisirs et de détente dont il aurait besoin avec des affaires officielles surchargées. En 1793, la faculté de théologie de l'université d'Erlangen, à laquelle il a envoyé son traité de vita scriptis et systemate mystico Sebastiani Franci, le nomme docteur en théologie.
La même année, il obtient une chaire de théologie, tout en conservant le poste d'enseignant de grec à Königsberg qu'il occupe auparavant. À cette époque, il apporte une grande contribution en fondant un séminaire pour professeurs d'école, qu'il rattache au Collegium Fridericianum et en donnant lui-même des cours dans cette école, ce qu'aucun inspecteur principal n'a jamais fait avant lui. En juste reconnaissance de ses nombreuses réalisations, Wald est nommé conseiller du consistoire de Prusse-Méridionale après la prise de la Pologne en 1796, conservant ses anciennes fonctions à Königsberg. Le poste qu'il obtient l'oblige à aider le gouvernement nouvellement établi à Thorn et plus tard à Varsovie en fournissant des conseils écrits sur la mise en place de systèmes religieux et scolaires dans les différentes provinces. Compte tenu de l'éloignement de son véritable domaine d'activité, cette position n'a guère de joie à lui apporter. Après sa démission en 1800, il est conseiller d'église et d'école au consistoire de Prusse-Orientale.
Après la mort de Karl Ehregott Andreas Mangelsdorf (de), il reçoit la chaire d'histoire et de rhétorique. En 1806, il démissionne des postes d'enseignant mentionnés ci-dessus, ainsi que de la chaire de littérature grecque, parce que ses activités professionnelles accrues ont une influence néfaste sur sa santé. À sa demande, il reçoit la chaire de langues orientales à la faculté de théologie, précédemment occupée par Johann Gottfried Hasse (de) (1759-1806). Il a également été libéré de l'inspection principale du Collegium Fridericianum depuis 1806, avec ses revenus conservés et tous les signes de satisfaction de ses vingt années de fonction. Depuis, moins perturbé, il se consacre à nouveau à la vie académique et commerciale en tant qu'ecclésiastique et conseiller d'école. Il passe plusieurs années dans une activité ininterrompue jusqu'à ce que la mort le surprenne à la suite d'une crise cardiaque.

## Publications
- Historiae artis musicae Specimen I.  Halle; 1783[10]
- Diss. Curarum in historiam textus vaticiniorum Danielis Specimen I. Leipzig; 1783
- Versuch einer Einleitung in die Geschichte der Kenntnisse, Wissenschaften und schönen Künste, zu academischen Vorlesungen. Halle; 1784 (Online)
- Progr. Spicilegium variarum Lectionum Codd. IV Veteris Testamenti hebr. Vratislaviensium. Leipzig; 1784[11]
- M. Antonii Flaminii in librum Psalmorum brevis explanatio et in eorum aliquot paraphrases luculentissimas; ad editionem Aldinam recudi curavit et praefatus est. Halle; 1785
- Verbesserung und Zusätze zu seiner Einleitung in die Geschichte der Kenntnisse u. s. w. Halle; 1786
- Progr. Controversio de bonorum operum necessitate, inter Musculum et Praetorium agitata. Leipzig; 1786
- Theologiae symbolicae Lutheranae descriptio. Halle; 1786 (Online)
- Uebersicht der allgemeinen Literatur- und Kunstgeschichte. 1. Teil Halle; 1786 (Online)
- Ueber den Geist des Christentums, eine Predigt. Halle; 1786
- Predigt über falsche Religionsbegriffe. Halle; 1787
- De vituperio Neologorum. Königsberg; 1787
- Geschichte des Christentums, zu academischen Vorlesungen. Königsberg et Leipzig, 1788
- Diss. de vera vi vocabulorum . . . et . . . in Epistola Pauli ad Romanos. Königsberg und Leipzig, 1788
- Preußische Monatsschrift. Elbingen 1788–1789, 2. Jge[12].
- Platonis Phaedon, in usum scholarum. Halle, 1789
- Nachricht von der Pensionsanstalt des Collegii Friedericiani seit dem 1. April 1791. Königsberg, 1791
- Ueber den Unterricht im Collegio Friedericiano. Königsberg 1791–1793, 4. Stücke
- Ueber den ersten Director des Collegii Fridericiani, D. Heinrich Lysius, eine Vorlesung in der Königlichen deutschen Gesellschaft. Königsberg 1792
- Deutsche Chrestomathie, zur Bildung des Geschmacks und zur Uebung im Declamieren für die Jugend gesammelt. Königsberg 1792
- Diss. inaug. de vita, scriptis et systemate mvstico Sebastiani Franci. Erlangen 1793 (Online)
- Ueber die zweckmäßige Einrichtung öffentlicher Schulprüfungen, ein Programm. Königsberg 1793
- Geschichte und Verfassung der Königl. Deutschen Gesellschaft zu Königsberg; eine Vorlesung. Königsberg, 1793
- Progr. Commentationis in locum Paullinum. Hebr. 9, 11-14. Pars I.  Königsberg, 1794
- Ueber den Unterricht in der deutschen Schule des Königl. Collegii Fridericiani; ein Programm. Königsberg, 1795
- Die christliche Lehre im Zusammenhange; auf allerhösten Befehl für die Bedürfnisse der jetzigen Zeitz umgearbeitet, und zu einem allgemeinen Lehrbuche in den niederen Schulen der Königl. Preuß. Lande eingerichtet. Nebst Luther’sd kleinem CCatechismus und einer Sammlung geistlicher Lieder. Königsberg, 1795
- Disciplinarum et artium descriptio. Lectio I et II. Königsberg, 1796
- Nachrichten von den Schulen in Ostpreußen. Königsberg 1800–1804, 18. Stücke
- Progr. Descriptio constitutionum Synodalium Warmensium. Königsberg, 1802
- Progr. Ecclesiarum et scholarum, quae in Borussia orientali nunc sunt, conspectus. Königsberg, 1802
- Ueber das Wachsthum und die Bevölkerung sämmtlicher Preußischer Staaten, ein Programm. Königsberg, 1803
- Progr. Constitutionum synodalium Culmensium et Pomesanensium descriptio. Königsberg, 1804
- Von den Verdiensten der drei ersten Preußischen Könige um das protestantische Kirchen und Schulwesen ihrer Staaten; ein Programm, Königsberg, 1804
- Wald's Gedächtnißrede auf Kant (vom 23. April 1804), dans: Rudolf Reicke (dir.): Kantiana. Beiträge zu Immanuel Kants Leben und Schriften, dans: Neue Preußische Provinzialblätter, 3. Folge: Vol. 5, p. 97 ff. [Auch als Separatdruck: Königsberg, 1860, VI, 83 S. (Online)].
- [Einladung] zur Geburtstagsfeier des Königs am 3ten August. Erster Beitrag zur Biographie des Prof. Kant, Königsberg, 1804 [4S.]
- [Einladung] zu der am 9ten October 1804 im großen akademischen Hörsaale zu haltenden Gedächtniß-Rede auf den Kurfürstlichen Tribunalsrath Schimmelpfennig [...] Zweiter Beitrag zur Biographie des Prof. Kant, Königsberg 1804. [4 nichtpag. Seiten, fol.]
- Beitrag zur Biographie des Professor Kant, ein Programm. Königsberg, 1804
- Progr. Augustus Caesar Christi nascituri forsan non ignarus ad Luc. 3. Sectio I.  Königsberg, 1805
- Erster und zweiter Beitrag zur Kenntiniß der Schlesischen Kirchenverfassung. Königsberg, 1805
- Progr. Analectorum litterariorum Specimen I. Königsberg, 1805
- Beiträge zur preußischen Geschichte und Statistik. Königsberg, 1805, 4. Stücke
- Beiträge zur Geschichte der Preußischen Gesetzgebung in Kirchen- und Schulsachen. Königsberg, 1806, 6. Stücke
- Progr. Supplementorum ad Buxtorfii et Wolfii diatribas de abbreviaturis hebraicis Sylloge I. Königsberg, 1810
- Topographische Uebersicht des Verwaltungsbezirks der Königl. Preuß. Regierung zu Königsberg in Preußen. Königsberg, 1820
- Progr. de haeresi abjuranda quid statuat Ecclesia Romana exponitur. Königsberg 1821
- Ueber die Verschiedenheit der römischen und jesuitischen Convertiten-Bekenntnisse. Königsberg, 1822
- Quaestiones theologicae de origine religionis christianae vere divina. Königsberg, 1825